# Las Mujeres Ya No Lloran World Tour
A Las Mujeres Ya No Lloran World Tour foi a sétima turnê da cantora e compositora colombiana Shakira, em apoio ao seu décimo segundo álbum de estúdio, Las Mujeres Ya No Lloran (2024). A turnê em estádios começou em 11 de fevereiro de 2025, no Estádio Olímpico Nilton Santos, no Rio de Janeiro, Brasil, e encerrou em 30 de junho de 2025, no Oracle Park, em San Francisco, Estados Unidos. Esta foi sua primeira turnê em sete anos, desde a El Dorado World Tour (2018).

## História
Após sua apresentação no show do intervalo do Super Bowl LIV, a Live Nation anunciou que Shakira faria uma turnê em 2021. No entanto, ela foi adiada devido à pandemia de COVID-19. Em setembro de 2023, Shakira declarou à Billboard que planejava lançar músicas novas e embarcar em uma turnê global no ano seguinte. Ela afirmou à revista: “Montar uma turnê é divertido, mas exige um grande esforço. Você precisa equilibrar tudo e decidir o que os fãs realmente querem ouvir, quais músicas incluir e qual será o nível de produção. No final, quanto maior a produção, mais alto o preço do ingresso. Quero que os ingressos sejam acessíveis. Mas, para mim, o mais importante é o repertório. Por isso, acho que [minha próxima turnê] será a turnê da minha vida, porque tenho muitas músicas.”
Em 13 de abril de 2024, durante uma participação especial no show de Bizarrap no Coachella, Shakira anunciou oficialmente a turnê. Três dias depois, a Live Nation confirmou os primeiros shows na América do Norte, com apresentações extras adicionadas devido à alta demanda em Thousand Palms, Miami e Nova York. Em outubro de 2024, o site oficial de Shakira revelou datas para shows na América Latina, com a inclusão, oito dias depois, de novas apresentações em diversas cidades.
A cantora anunciou que adiaria os shows na América do Norte devido à “demanda avassaladora” e à “necessidade de locais maiores”. Após o anúncio, a Live Nation divulgou as novas datas e locais para maio e junho de 2025. Novos shows em Atlanta, Houston e Phoenix foram anunciados em 10 de dezembro de 2024. Em 5 de fevereiro de 2025, foi confirmado que Shakira seria a atração principal do Sueños Music Festival.

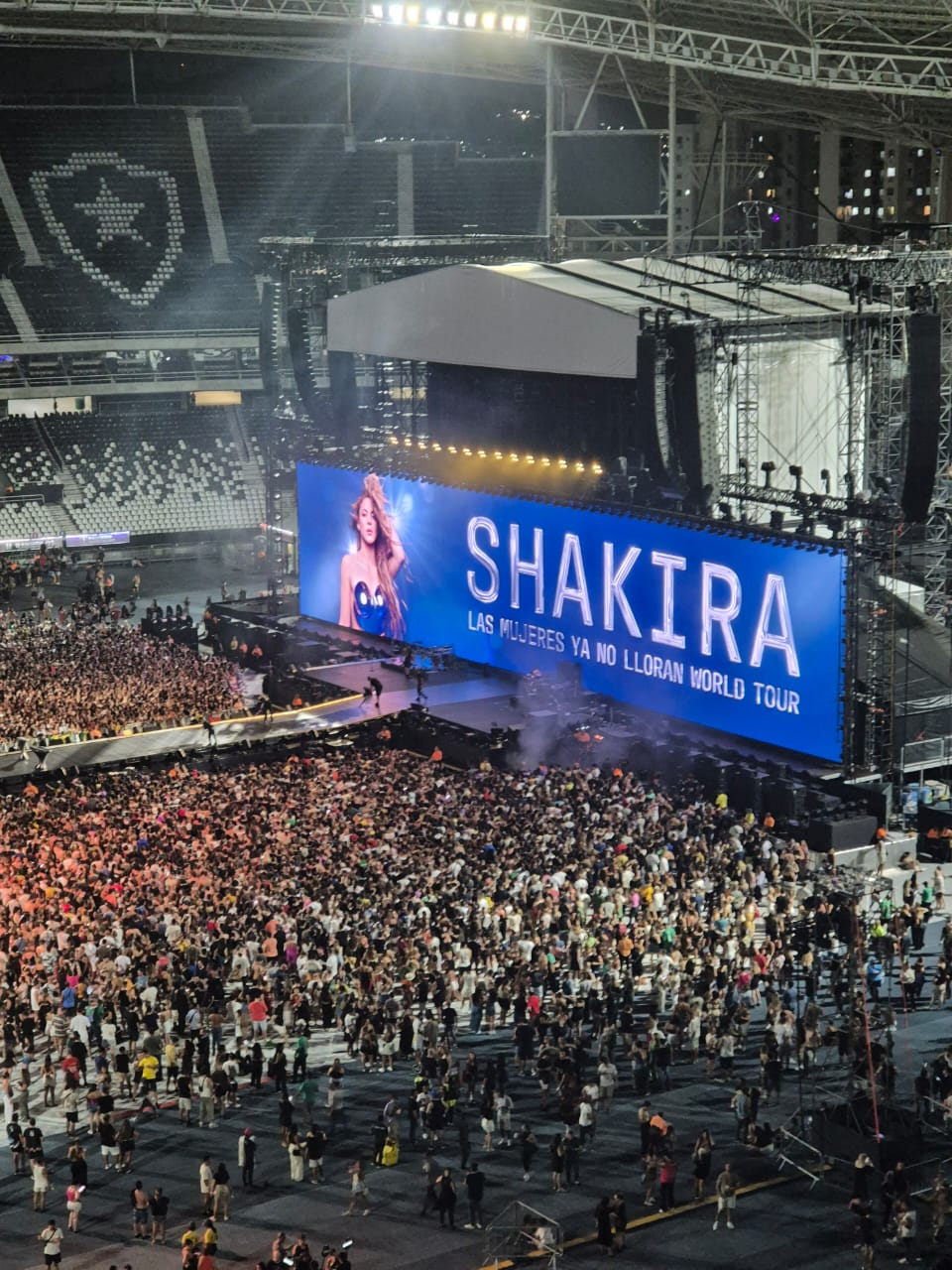
Fãs de Shakira tiveram que aguentar altas temperaturas enquanto aguardavam na o show no Rio de Janeiro

### Início da turnê
O início da turnê ocorreu conforme o planejado em 11 de fevereiro de 2025, no Engenhão, na cidade do Rio de Janeiro, sem registros de acidentes ou problemas de segurança para o público de aproximadamente 47 mil pessoas, apesar da alta temperatura na cidade. Devido a problemas técnicos, o espetáculo precisou ser interrompido por quase 5 minutos. Em São Paulo, no Estádio Morumbis, o show sofreu um atraso de quase 1 hora devido a uma forte chuva que atingiu a capital paulista, o que também causou o atraso na chegada de alguns fãs.

#### Mama África
Shakira surpreendeu o público brasileiro ao incluir Mama África, canção de Chico César lançada em 1996. A relação da cantora com a música é antiga: quando esteve no Brasil pela primeira vez, em 1996, Mama África estava em alta e acabou marcando sua experiência no país. No ano seguinte, em 1997, durante sua participação no Programa Livre, no SBT, um fã pediu que ela cantasse uma música brasileira, e Shakira escolheu Mama África sem hesitar.
Nos shows de 2025, realizados no Rio e em São Paulo, Shakira revelou que a música faz parte de sua vida há anos e que costuma cantá-la para seus filhos dormirem. O cantor Chico César ficou emocionado com a homenagem e comentou nas redes sociais: "Shakira continua gostando de 'Mama África'. E o Brasil ama essa artista imensa. Eu adoro. Gracias, hermana querida." Ao interpretar a canção, a artista alterou a letra original, que diz "A minha mãe/É mãe solteira", para "Sim, sou mãe solteira", fazendo referência à sua própria experiência como mãe solteira.

## Produção
Os ensaios da turnê começaram em meados de agosto de 2024, e Shakira compartilhou o momento com seus fãs por meio de uma série de imagens em suas redes sociais. Em dois teasers publicados no Instagram, a cantora apareceu no estúdio de gravação reinterpretando clássicos como "Antología" e "Pies Descalzos, Sueños Blancos", acompanhada por seu colaborador de longa data, Luis Fernando Ochoa.
No final de outubro de 2024, Shakira divulgou outro teaser no Instagram, desta vez voltado ao público da América do Norte, onde cantava em seu estúdio a faixa "Pies Descalzos, Sueños Blancos", lançada originalmente em 1996. Em entrevista ao portal brasileiro GShow, a artista revelou que essa música, além de outros sucessos como "Estoy Aquí" e "Waka Waka (This Time for Africa)", faria parte do repertório da turnê. Ela descreveu o projeto como "o maior espetáculo de sua carreira, o mais abrangente", destacando a intensa preparação, com ensaios diários de 12 a 14 horas ao lado de sua equipe, para entregar "os concertos mais relevantes da sua vida musical".
Mais tarde, Shakira apresentou os integrantes de sua banda, formada majoritariamente por colaboradores antigos, como o diretor musical e guitarrista Tim Mitchell, o baterista Brendan Buckley, o pianista e tecladista Albert Menéndez e o baixista Donald Alford II.
Em 21 de janeiro de 2025, a cantora viajou dos Estados Unidos para o México para finalizar os últimos ensaios antes da estreia oficial da turnê no Rio de Janeiro.

### Figurinos
Shakira realiza 13 trocas de figurino ao longo do show, vestindo peças de designers renomados como Versace, Zuhair Murad, Natalia Fedner, Michael Schmidt, Victoria's Secret, Guarav Gupta e Jawara Alleyne. Além disso, ela utiliza joias exclusivas da Tiffany & Co., destacando-se os braceletes Elsa Peretti Bone, criados pela primeira vez em platina com pavê de diamantes e gravados à mão com o nome da turnê. Um dos figurinos de destaque é assinado pelo designer brasileiro Dario Mittmann, sendo também utilizado pelas dançarinas da artista.

### Cenário e elementos visuais
A abertura do show da Las Mujeres Ya No Lloran World Tour foi marcada por uma introdução representando várias facetas da carreira de Shakira. No vídeo projetado no palco, a figura de Shakira se transformava ao longo de seus mais de 30 anos de carreira. Um dos momentos mais aguardados foi o “Caminhe com a Loba”, que mobilizou os fãs nas redes sociais para mostrar sua criatividade com uivos, selecionando 80 fãs para acompanhar Shakira ao palco, que estavam vestidos com jaquetas e óculos metalizados.
Ao longo da apresentação, Shakira também fez referência a algumas de suas produções mais recentes, como no quarto ato, onde recriou e ampliou o cenário do videoclipe de Te Felicito, sua colaboração com Rauw Alejandro. Entre os detalhes mais marcantes, estavam a máscara de serralheiro roxa e os robôs, que haviam sido apresentados no videoclipe.

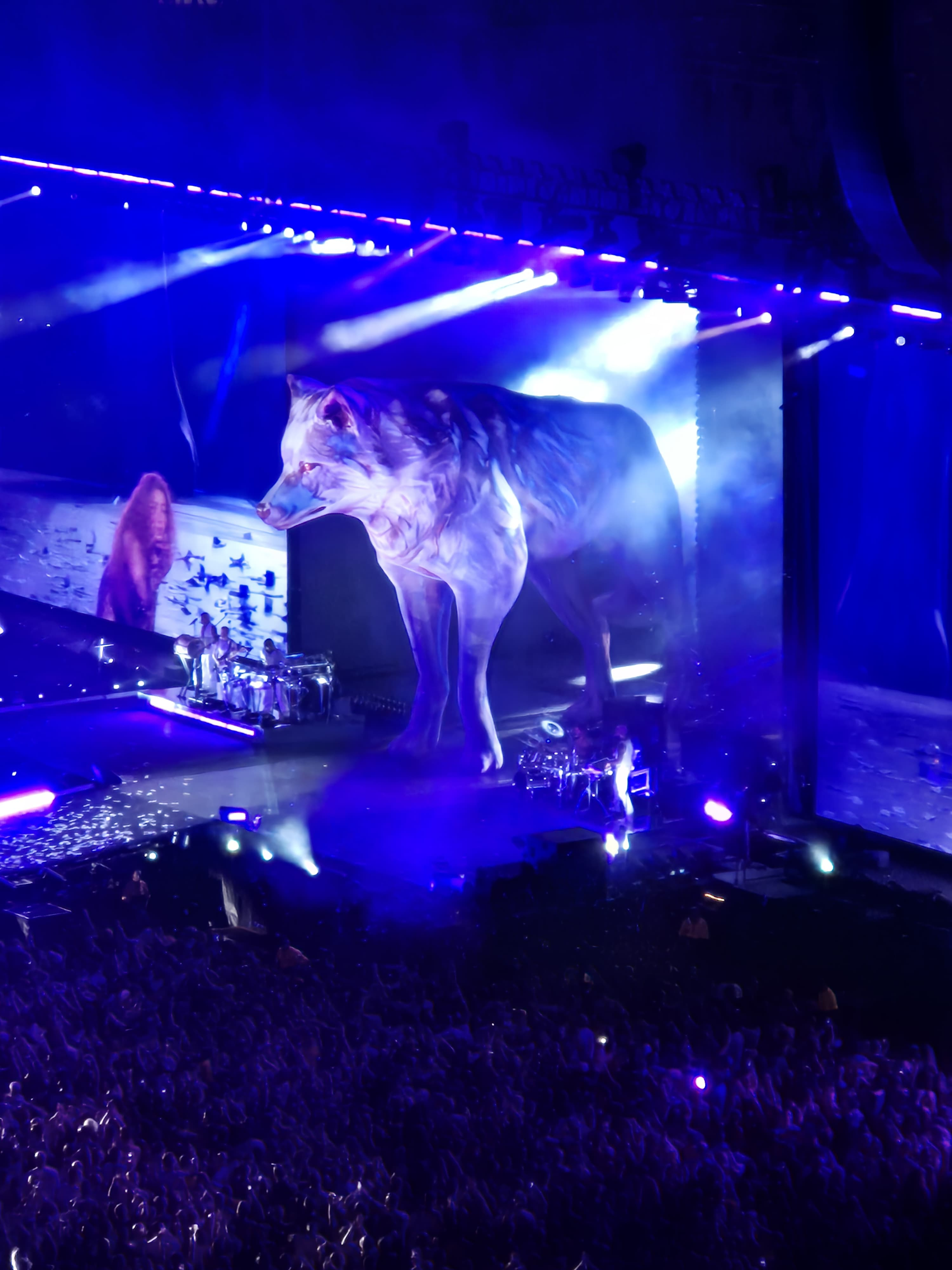
Loba imponente surge no ato final e permanece no palco durante as musicas She Wolf e BZRP Music Sessions #53

O medley seguinte do setlist trouxe os elementos da natureza como parte do conceito visual das canções. Para Copa Vacía, em parceria com Manuel Turizo, Shakira utilizou o tema da água, com uma representação de sereia. Já para a canção La Tortura, sua colaboração com Alejandro Sanz, o palco foi transformado em um ambiente quente e intenso, representando o fogo. Além disso, cada performance contava com solos de dança de Shakira.
Durante a apresentação de "Acróstico" na turnê, os filhos da Shakira, Milan (12 anos) e Sasha (10 anos), aparecem em visuais cantando nos telões, participando da música.
Um dos momentos mais intimistas do show é a performance de Chantaje, colaboração de Shakira com Maluma. Reproduzindo um pouco da atmosfera do videoclipe da canção, Shakira conduziu o público pelos bastidores de sua apresentação, mostrando o camarim onde se preparava para o show. Enquanto retocava a maquiagem e trocava de roupa, a cantora interpretava o hit, acompanhada de sua câmera, que registrava cada momento de sua preparação. Pouco tempo depois, ela retornou ao palco e, com seus bailarinos.
O ato final de Waka Waka trouxe um tom de despedida, mas após alguns segundos de silêncio, uma loba imponente apareceu sob uma névoa no palco. Antes de sua completa revelação, o telão exibiu os dez mandamentos de uma loba. Ao lado de sua alcateia de bailarinos, Shakira encerrou o show de maneira majestosa, apresentando as músicas: She Wolf e BZRP Music Sessions #53, esta última celebrando o empoderamento feminino com a letra que reforça a mensagem de que as mulheres não choram, mas conquistam e faturam.

## Recepção da crítica e público

### No Brasil
A estreia da turnê no Rio de Janeiro e São Paulo foi amplamente elogiada pela crítica e pelo público. O show, com duração de duas horas e meia, destacou-se pela energia e pela conexão de Shakira com os fãs. A cantora compartilhou mensagens de empoderamento feminino e superação, temas centrais de seu álbum mais recente. A performance foi descrita como um renascimento artístico, evidenciando a resiliência de Shakira aos 48 anos.

### Impacto e vendas de ingressos
A demanda por ingressos para a turnê foi extraordinária. Em menos de duas horas, 18 shows em estádios na América Latina foram completamente vendidos, totalizando mais de 950.000 ingressos. No México, Shakira fez história ao anunciar sete shows consecutivos no Estadio GNP Seguros, na Cidade do México, tornando-se a primeira artista a alcançar tal feito. Devido à alta procura, foram adicionadas datas extras em várias cidades, incluindo Buenos Aires, Santiago e Bogotá.
Em janeiro de 2025, a LATAM Airlines Brasil anunciou a adição de um voo extra no dia 12 de fevereiro, ligando o Aeroporto de Confins ao Aeroporto de Guarulhos, para atender à crescente demanda de passageiros antes do show de Shakira em São Paulo.
Da mesma forma, a filial colombiana da companhia disponibilizou oito voos adicionais partindo de Bogotá e Medellín para Barranquilla, em razão do concerto da cantora e das festividades carnavalescas na cidade. Além disso, a agência de viagens Decolar registrou um aumento de 67% na busca por passagens para o Rio de Janeiro e de 24% para São Paulo no período dos shows, em comparação ao mesmo período de 2024.

## Repertório
1. "La Huesera" (Intro)
2. "La Fuerte"
3. "Girl Like Me"
4. "Las de la Intuición"
5. "Estoy Aquí"
6. "Empire"
7. "Inevitable"
8. "Te Felicito"
9. "TQG"
10. "Don't Bother"
11. "Acróstico"
12. "Copa Vacía"
13. "La Bicicleta"
14. "La Tortura"
15. "Hips Don't Lie"
16. "Chantaje"
17. "Monotonía"
18. "Addicted to You"
19. "Loca"
20. "Soltera"
21. "Cómo Dónde y Cuándo"
22. "Última" / "Ojos Así"
23. "Pies Descalzos, Sueños Blancos"
24. "Mama África" (no Brasil)
25. "Antología"
26. "Poem to a Horse"
27. "Objection (Tango)"
28. "Whenever, Wherever"
29. "Waka Waka (This Time for Africa)"
30. "She Wolf"
31. "Shakira: Bzrp Music Sessions, Vol. 53"

## Datas
| Data                    | Cidade           | País                 | Local                                  | Ato de abertura   | Público        |
| América Latina          | América Latina   | América Latina       | América Latina                         | América Latina    | América Latina |
| ----------------------- | ---------------- | -------------------- | -------------------------------------- | ----------------- | -------------- |
| 11 de fevereiro de 2025 | Rio de Janeiro   | Brasil               | Estádio Olímpico Nilton Santos         | Dennis DJ         | —              |
| 13 de fevereiro de 2025 | São Paulo        | Brasil               | Estádio MorumBIS                       | —                 | —              |
| 17 de fevereiro de 2025 | Lima             | Peru                 | Estadio Nacional del Perú              | —                 | —              |
| 20 de fevereiro de 2025 | Barranquilla     | Colômbia             | Estádio Metropolitano Roberto Meléndez | —                 | —              |
| 21 de fevereiro de 2025 | Barranquilla     | Colômbia             | Estádio Metropolitano Roberto Meléndez | —                 | —              |
| 26 de fevereiro de 2025 | Bogotá           | Colômbia             | Estádio El Campín                      | —                 | —              |
| 27 de fevereiro de 2025 | Bogotá           | Colômbia             | Estádio El Campín                      | —                 | —              |
| 7 de março de 2025      | Buenos Aires     | Argentina            | Campo Argentino de Polo                | Natalie Pérez     | —              |
| 8 de março de 2025      | Buenos Aires     | Argentina            | Campo Argentino de Polo                | Natalie Pérez     | —              |
| 12 de março de 2025     | Monterrey        | México               | Estadio BBVA                           | —                 | —              |
| 13 de março de 2025     | Monterrey        | México               | Estadio BBVA                           | —                 | —              |
| 16 de março de 2025     | Zapopan          | México               | Estadio Akron                          | —                 | —              |
| 17 de março de 2025     | Zapopan          | México               | Estadio Akron                          | —                 | —              |
| 19 de março de 2025     | Cidade do México | México               | Estádio GNP Seguros                    | —                 | —              |
| 21 de março de 2025     | Cidade do México | México               | Estádio GNP Seguros                    | —                 | —              |
| 23 de março de 2025     | Cidade do México | México               | Estádio GNP Seguros                    | —                 | —              |
| 25 de março de 2025     | Cidade do México | México               | Estádio GNP Seguros                    | —                 | —              |
| 27 de março de 2025     | Cidade do México | México               | Estádio GNP Seguros                    | —                 | —              |
| 28 de março de 2025     | Cidade do México | México               | Estádio GNP Seguros                    | —                 | —              |
| 30 de março de 2025     | Cidade do México | México               | Estádio GNP Seguros                    | —                 | —              |
| 4 de abril de 2025      | Santiago         | Chile                | Parque del Estadio Nacional            | Antonella Sigalla | —              |
| 5 de abril de 2025      | Santiago         | Chile                | Parque del Estadio Nacional            | Antonella Sigalla | —              |
| 7 de abril de 2025      | Santiago         | Chile                | Parque del Estadio Nacional            | Antonella Sigalla | —              |
| 12 de abril de 2025     | Medellín         | Colômbia             | Estadio Atanasio Girardot              | GALE              | —              |
| 13 de abril de 2025     | Medellín         | Colômbia             | Estadio Atanasio Girardot              | GALE              | —              |
| América do Norte        |                  |                      |                                        |                   |                |
| 13 de maio de 2025      | Charlotte        | Estados Unidos       | Bank of America Stadium                | Wyclef Jean       | —              |
| 15 de maio de 2025      | East Ruherford   | Estados Unidos       | MetLife Stadium                        | —                 | —              |
| 16 de maio de 2025      | East Ruherford   | Estados Unidos       | MetLife Stadium                        | Pitbull           | —              |
| 20 de maio de 2025      | Montreal         | Canadá               | Centre Bell                            | —                 | —              |
| 22 de maio de 2025      | Detroit          | Estados Unidos       | Little Ceasars Arena                   | —                 | —              |
| 24 de maio de 2025      | Chicago          | Estados Unidos       | Grant Park                             | —                 | —              |
| 26 de maio de 2025      | Toronto          | Canadá               | Scotiabank Arena                       | —                 | —              |
| 2 de junho de 2025      | Atlanta          | Estados Unidos       | State Farm Arena                       | —                 | —              |
| 4 de junho de 2025      | Orlando          | Estados Unidos       | Camping World Stadium                  | —                 | —              |
| 6 de junho de 2025      | Miami Gardens    | Estados Unidos       | Hard Rock Stadium                      | —                 | —              |
| 7 de junho de 2025      | Miami Gardens    | Estados Unidos       | Hard Rock Stadium                      | —                 | —              |
| 11 de junho de 2025     | Arlington        | Estados Unidos       | Globe Life Field                       | —                 | —              |
| 15 de junho de 2025     | Houston          | Estados Unidos       | Toyota Center                          | —                 | —              |
| 16 de junho de 2025     | Houston          | Estados Unidos       | Toyota Center                          | —                 | —              |
| 22 de junho de 2025     | Phoenix          | Estados Unidos       | PHX Arena                              | —                 | —              |
| 23 de junho de 2025     | Phoenix          | Estados Unidos       | PHX Arena                              | —                 | —              |
| 26 de junho de 2025     | San Diego        | Estados Unidos       | Snapdragon Stadium                     | —                 | —              |
| 28 de junho de 2025     | Paradise         | Estados Unidos       | Allegiant Stadium                      | —                 | —              |
| 30 de junho de 2025     | San Francisco    | Estados Unidos       | Oracle Park                            | —                 | —              |
| 5 de julho de 2025      | San Antonio      | Estados Unidos       | Alamodome                              | —                 | —              |
| 4 de agosto de 2025     | Inglewood        | Estados Unidos       | SoFi Stadium                           | Black Eyed Peas   | —              |
| 5 de agosto de 2025     | Inglewood        | Estados Unidos       | SoFi Stadium                           | Black Eyed Peas   | —              |
| 7 de agosto de 2025     | Fresno           | Estados Unidos       | Valley Children's Stadium              | —                 | —              |
| América Latina          |                  |                      |                                        |                   |                |
| 11 de agosto de 2025    | Tijuana          | México               | Estadio Caliente                       | —                 | —              |
| 14 de agosto de 2025    | Hermosillo       | México               | Estadio Héroe de Nacozari              | —                 | —              |
| 17 de agosto de 2025    | Chihuahua        | México               | Estadio Olímpico de la UACH            | —                 | —              |
| 20 de agosto de 2025    | Torreón          | México               | Estadio Corona                         | —                 | —              |
| 23 de agosto de 2025    | Monterrey        | México               | Parque Fundidora                       | —                 | —              |
| 26 de agosto de 2025    | Cidade do México | México               | Estadio GNP Seguros                    | —                 | —              |
| 27 de agosto de 2025    | Cidade do México | México               | Estadio GNP Seguros                    | —                 | —              |
| 29 de agosto de 2025    | Cidade do México | México               | Estadio GNP Seguros                    | —                 | —              |
| 30 de agosto de 2025    | Cidade do México | México               | Estadio GNP Seguros                    | —                 | —              |
| 2 de setembro de 2025   | Querétaro        | México               | Estadio Corregidora                    | —                 | —              |
| 3 de setembro de 2025   | Querétaro        | México               | Estadio Corregidora                    | —                 | —              |
| 6 de setembro de 2025   | Zapopan          | México               | Estadio Akron                          | —                 | —              |
| 7 de setembro de 2025   | Zapopan          | México               | Estadio Akron                          | —                 | —              |
| 11 de setembro de 2025  | Puebla           | México               | Estadio Cuauhtémoc                     | —                 | —              |
| 12 de setembro de 2025  | Puebla           | México               | Estadio Cuauhtémoc                     | —                 | —              |
| 18 de setembro de 2025  | Cidade do México | México               | Estadio GNP Seguros                    | —                 | —              |
| 24 de setembro de 2025  | Boca del Río     | México               | Estadio Luis "Pirata" Fuente           | —                 | —              |
| 26 de setembro de 2025  | Santo Domingo    | República Dominicana | Estadio Olímpico Félix Sánchez         | —                 | —              |
| 25 de outubro de 2025   | Cali             | Colômbia             | Estadio Olímpico Pascual Guerrero      | —                 | —              |
| 26 de outubro de 2025   | Cali             | Colômbia             | Estadio Olímpico Pascual Guerrero      | —                 |                |
| 1 de novembro de 2025   | Bogotá           | Colômbia             | Vive Claro - Distrito Cultural         | —                 | —              |
| 8 de novembro de 2025   | Quito            | Equador              | Estadio Olímpico Atahualpa             | —                 | —              |
| 9 de novembro de 2025   | Quito            | Equador              | Estadio Olímpico Atahualpa             | —                 | —              |
| 11 de novembro de 2025  | Quito            | Equador              | Estadio Olímpico Atahualpa             | —                 | —              |
| 15 de novembro de 2025  | Lima             | Peru                 | Estadio Nacional del Perú              | —                 | —              |
| 16 de novembro de 2025  | Lima             | Peru                 | Estadio Nacional del Perú              | —                 | —              |
| 18 de novembro de 2025  | Lima             | Peru                 | Estadio Nacional del Perú              | —                 | —              |
| 22 de novembro de 2025  | Santiago         | Chile                | Estadio Nacional de Chile              | —                 | —              |
| 28 de novembro de 2025  | Assunção         | Paraguai             | Estadio General Pablo Rojas            | —                 | —              |
| 29 de novembro de 2025  | Assunção         | Paraguai             | Estadio General Pablo Rojas            | —                 | —              |
| 3 de dezembro de 2025   | Montevidéu       | Uruguai              | Estadio Centenario                     | —                 | —              |
| 4 de dezembro de 2025   | Montevidéu       | Uruguai              | Estadio Centenario                     | —                 | —              |
| 8 de dezembro de 2025   | Buenos Aires     | Argentina            | Estadio José Amalfitani                | —                 | —              |
| 9 de dezembro de 2025   | Buenos Aires     | Argentina            | Estadio José Amalfitani                | —                 | —              |

Cancelamentos
| Data               | Cidade           | País           | Local          | Motivo                                        |
| ------------------ | ---------------- | -------------- | -------------- | --------------------------------------------- |
| 29 de maio de 2025 | Boston           | Estados Unidos | Fenway Park    | Circunstâncias imprevistas                    |
| 31 de maio de 2025 | Washington, D.C. | Estados Unidos | Nationals Park | Complicações devido ao cancelamento de Boston |